# Kavaratti
Kavaratti je hlavní město svazového teritoria Lakadivy v Indii. Je známé svými bílými písečnými plážemi a lagunami, jde o oblíbenou turistickou destinaci. Nachází se 332 km západně od města Kannur, 351 km západně od města Kóžikkót a 404 km západně od města Kóčin. Má přibližně 11 tisíc obyvatel a rozlohu 4,2 km².